# 소비주의

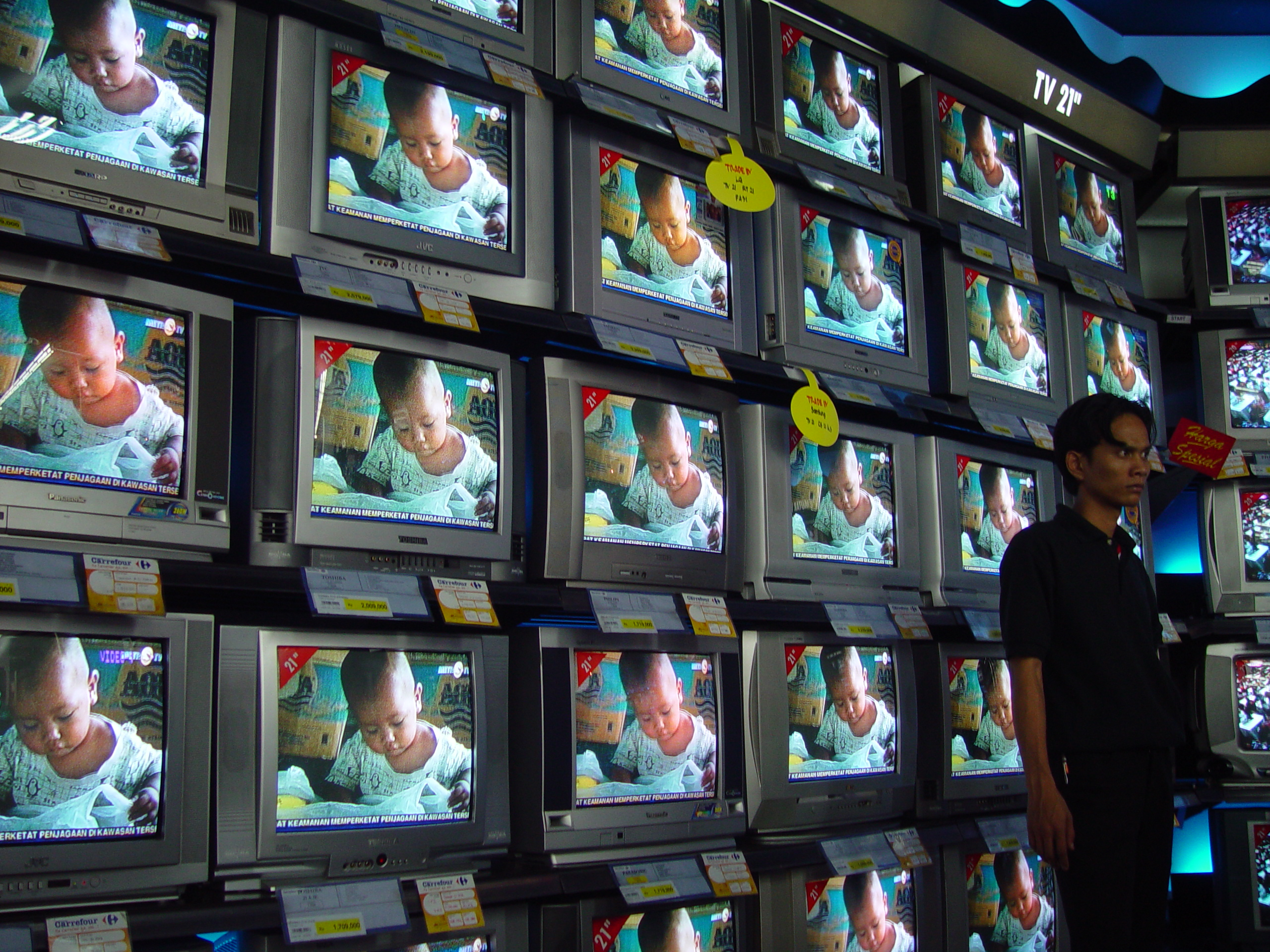
2004년 자카르타 한 쇼핑몰의 전자제품점

소비주의(消費主義, 영어: consumerism)는 대량의 재화와 용역의 구입을 부추기는 사회경제적 변화이다. 산업혁명과 더불어, 특히 20세기에 대량생산은 과잉생산으로 이어져 상품의 공급이 소비자의 수요를 초과하면서 제조업체들은 계획적 구식화와 광고로 전향하여 소비자의 소비를 조종하였다. 1899년, The Theory of the Leisure Class라는 제목의 베블렌(Thorstein Veblen)의 책에서 언급된 소비주의는 20세기 초 만연해진 "여가 시간"과 함께 등장한 만연해진 가치들과 경제기관들을 조사하였다. 책에서 베블렌은 이 유한계급의 활동과 소비 행태를 뚜렷하고 대리 경험적 소비와 낭비 면에서 바라보면서 이 둘은 지위의 표출에 관련이 있으며 기능이나 유용성에 관련이 있지 않다고 언급하였다.
산업이 고도화하면 대량생산이 널리 일어나고 또 대량생산이 진전되면 확대재생산이 필요해져서, 어떻게 해서든지 대량판매를 추진하여 대량소비를 촉진해야 하고, 이는 소비행동과 관련된 연구와 광고·선전 기술의 발전으로 이어져 대중의 구매력을 끌어 올리는 데 기여하고 있다. 한편 대중도 노동생산성의 비약적인 상승과 경제성장을 배경으로 해서 소득수준도 점차로 높아지고, 생활의 다양화와 고도화에 응해서 생활요구가 다양해지고 생활수준의 상승을 보여왔기 때문에 전에 비할 수 없을 정도의 구매력을 갖게 되었다. 이것과 기업자의 팔겠다는 노력이 결합되어 소위 말하는 생활혁명이라든가 소비혁명이라고 불리는 사태가 일어나 대량소비사회의 출현을 가져왔다.

## 개요
소비자 지상주의(Consumerism)는 20세기에 대량생산으로 과잉공급 되는 소비재를 해소하기 위해 기업체나 정부에서 소비자들에게 소비를 촉진시키기 위한 광고나 정책을 통해 나타난 현상이다. 
'고객은 왕이다' 또는 '고객은 항상 옳다'라는 말은 고객은 소비자이기 때문에 소비가 없으면 생산이 멈춘다라는 소비지향적인 사회로 발전한다는 사고이다.

## 비판
문화의 총체적 측면에 있어 개인의 정신적, 영적, 사회적인 측면은 감소되고, 단지 제품의 소비를 권장하는 문화이다 보니, 탈인간화에 따른 사회적 문제를 유발시킬 수 있다.  또한, 많이 소비하는 부유층에 보다 더 가치를 두는 소비자에 대한 차별의식이 발생해, 빈부격차에 대한 위화감이 생겨서, 상대적 박탈감을 일으키기도 한다.  매스컴에서 나오는 대부분의 영화, 오락물 심지어 스포츠에 이르기까지 문화가 소비중심의 사회로 진화되면서, 사람의 가치도 상품화되며 소비되는 물질만능주의의 역효과를 가져오기도 한다. 월마트와 같은 대형마트의 경우, 소비자에게 저렴한 가격을 유지하기 위해 임금을 너무 낮게 주는 것에 대한 비판을 받아 왔다. 이에 따라서 최저임금제도라는 법제화의 기초 단서를 제공하기도 하였다. 

## 같이 보기
- 반소비주의
- 반세계화운동